# Paul Levitz
Paul Levitz (né le 21 octobre 1956 à Brooklyn) est un scénariste et éditeur de bande dessinée américain. Il travaille pour DC Comics depuis plus de 35 ans, et en a été président de 2002 à 2009.

## Prix et récompenses
- 2011 : 
  - Prix Eisner du meilleur livre consacré à la bande dessinée pour 70 Years of DC Comics
  -  Prix Peng ! de la meilleure littérature secondaire pour 70 Years of DC Comics
- 2019 : Temple de la renommée Will Eisner, pour l'ensemble de sa carrière